# Paullicorticium crassiusculum
Paullicorticium crassiusculum é uma espécie de fungo pertencente à família Hydnaceae.